# Компютърна игра
Компютърната игра е видеоигра, която се играе предимно на персонален компютър. Играта, сама по себе си, предполага участието на поне един играч, който може да влияе на средата, в която е поставен. Компютърните игри се създават от специализирани софтуерни компании, често в сътрудничество с различни специалисти и се публикуват самостоятелно или чрез външна фирма. Разпространяват се на твърди носители, като DVD-та или CD-та, свалят се от интернет за изпробване или се използват специализирани онлайн услуги за доставка.

## Жанрове

### Стратегическа симулация
Често се нарича „стратегия“. Това е игра, в която потребителят управлява „ресурси“ (икономически, военни) и ги използва по специфичен начин, за да постигне крайната цел, която може да бъде политическо, икономическо, военно надмощие. Често срещани сред този тип игри са исторически симулации, както и фантастични светове, като терен за развитие на действието. Стратегическата игра от своя страна може да бъде разделена на:
- „походова стратегия“ (като „Heroes of Might and Magic“, „Disciples 2“), в която играчът има определено време (или момент), през който да управлява ресурсите си, наречен „ход“, след което такъв „ход“ се предоставя на опонента на играча (друг човек или компютърно управляем противник) и така докато се изредят всички играчи и дойде пак ред на първия играч.
- „реално-времева стратегия“ („Warcraft“, „StarCraft“, „Age of Empires“, „Empire Earth II“, „Цар: Тежестта на короната“), Minecraft, при която играчът управлява ресурсите си непрекъснато, паралелно с опонентите си.

### Екшън
Името произлиза от английската дума „action“, означаваща „действие“. Тези игри наблягат на насилието в един или друг вид.
Обикновено става дума за противопоставяне на играча срещу един (рядко и повече) равностоен опонент (Street Fighter, Mortal Kombat,Fortnite) или на цяла армия от по-слаби противници (Doom 3, The Suffering). При първия тип игри се набляга на ръкопашния бой и тъй като основните лица в играта са ограничен брой уникални герои, всеки от тях е детайлно анимиран с отличителни за него специални удари и хватки. Този тип игри обаче напоследък е ограничен почти единствено до света на конзолните игри, а се набляга на втория от споменатите типове. Като те се делят на следните подвидове:
- екшън от първо лице (Call of Duty 2, Doom 3, Halo, Urban Terror, Age of chivalry) – при тях гледната точка на играчът съвпада с тази на компютърния герой, като от последния се вижда най-много ръката/цете държаща/щи оръжието (при някои като при Dark Messiah of Might & Magic например се виждат и краката като се погледне надолу). Този тип интерфейс е най-вече удобен за огнестрелни оръжия, защото насочването и прицелването е сравнително лесно с мишката, като устройство за управление. Тези игри разполагат с определен арсенал от мощни оръжия, които героят намира в различните нива или се играе в multiplayer (което е истинското предизвикателство за играча). При играенето с други играчи се отчитат „убийствата“, т.е. елиминирането като точки, известни като Фраг.

- екшън от трето лице (BloodRayne 2, Gears of War, Prince of Persia: The Sands of Time трилогията) – с камерата се наблюдава в цял план героят, което позволява освен стандартните за жанра огнестрелни оръжия и използването на хладни оръжия, както и различни хватки с голи ръце. И въпреки че основен момент си остава изтребването на неопределен брой злонамерени врагове, при тези игри може да се срещнат и различни пъзели, като натискането на различни бутони, ключове и т.н., както и местенето на каменни блокове за достигане на недостъпни иначе места (Legacy of Kain серията, Tomb Raider).

### Ролева игра
Игра, в която играчът поема управлението на герой или група герои, като всеки от тях притежава индивидуални статистики и умения, които се развиват и обновяват (Diablo II, Final Fantasy I – XIV, World of Warcraft, Guild Wars, Neverwinter Nights и др.).
Целта отново е избиването на армии от вражески единици, но играчите притежават инвентар – набор от предмети, които могат да екипират или продават, за да събират пари за по-добра екипировка. Основната характеристика на тази игра е развитието – героите претърпяват огромна промяна от началото на играта до края – било то в нарастването на силата им или в научаването на куп умения, които използват, за да взаимодействат с околната среда или с компютърно управляемите герои. Последните са т.нар. NPC (non player characters), които са неутрални единици с които героят/ите могат да общуват или търгуват. Специфичното за тези игри е наличието на „задачи“ (quests), които играчите трябва да изпълняват и които им носят определени точки опит (XP) – на базата на този опит героите качват нива – което по-просто казано увеличава индивидуалните им статистики. Много от ролевите игри, които излизат за компютър, са базирани на системата за настолни ролеви игри Dungeons & Dragons, и представляват набор от правила за развитието на героите, както и различните класове герои и уменията, които те могат да научат в съответствие с натрупания опит.

### Приключенска игра
Този жанр запада към края на 90-те , но отново се надига с няколко интересни заглавия напоследък. Класическият point'n'click от началото на 90-те – т.нар. quest-ове на Sierra и LucasArts – класиките в жанра. Този тип игри предполага наблягане на историята. Играта протича в диалози с героите от света на играта и събиране на различни предмети и пособия. Чрез тях се решават загадките, които спират развитието на сюжетната линия. Най-често отсъства всякакъв елемент от екшън жанра, този тип игри протича бавно и идеята е да се обръща внимание на детайлите, които обикновено са и ключът за решаването на загадките. Много често някои проблеми се решават и чрез диалози, когато има избор на реплики, но в най-общия случай тези възможности фигурират само, за да се симулира нормално протичане на разговор – въпрос <-> отговор, вместо продължителното изчитане на автоматично провеждащ се диалог, в който играчът се наслаждава на пълната липса на контрол.

### Симулативна игра
Игра, която симулира процес или дейност от реалния свят (Transport Tycoon, The Sims 3) и мн. др. На моменти този тип игри се доближава (макар и без да се уеднаквява) до стратегическите игри – в това, че се управляват „ресурси“. Компютърен модел на дейност от реалния живот, в който играчът изпълнява основната мениджърска дейност и може да управлява всичко – от ежедневието на слона в зоологическата градина, през търговските пътища на суровините в индустрията, та чак до цялостното управление на протичането на човешки живот. Този жанр има дълга история и продължава да вади все по-иновативни дизайнерски решения. Диапазонът на този жанр е много голям – бизнес симулации, симулации на живот, симулации на превозни средства и други.

### Спортна игра
Това е игра, в която се играе някакъв спорт (FIFA 1994 – 2014, NBA, NHL, Различни видове ралита и много други). Целта е да се постигне победа с уменията на един играч. Има два вида футболни игри: такива, в които се играе от първо лице (т.е човекът управлява играчите) и такива от трето лице (т.е човекът играе ролята на мениджър и само прави трансфери, подрежда играчите и т.н).

### Сериозни игри
Игрите, които са правени с друга цел освен забавление, са наричани сериозни игри. Сериозните игри заимстват от всички игрови жанрове. Най-популярни са рекламните игри и детски образователни игри, а за професионално обучение широко са се наложили пилотните симулации, военните и медицинските обучения.

## Компютърните игри в България
Като държава, специализираща в персоналните компютри в СИВ, в България се получава естествена среда за разработката на компютърни игри. В 80-те години това са основно локализации на известни игри за Apple II като Карате (превод на Karateka), Ацтек, Лакомник (превод на Snack Attack), Лунен Патрул, Нашествие (превод на Bug Attack), Добрият рицар (превод на Conan), Щастливецът (превод Drol). От този период все пак има и местни разработки като Пеша из града (разработена от ученици в СМГ) и Рибар.
През 1992 е издадена играта Висящият замък. А Хемимонт Геймс е първото българско студио, което постига международен успех с играта си Цар: Тежестта на короната. Освен успешната серия, последвала тази първа игра, студиото става и основен разработчик на международно известната серия Tropico. През 21 век игровата индустрия в България бележи подем и се появяват студиа като Империя Онлайн с едноименната им онлайн игра. Международни компании като Crytek и Creative Assembly, Gameloft и Ubisoft също по различни пътища откриват студиа в България.